# Nelahozeves
Nelahozeves (vormals auch Nalezoves, Nalžoves, deutsch:  Mühlhausen) ist eine Gemeinde in Tschechien. Der Ort befindet sich zwei Kilometer nördlich von Kralupy nad Vltavou am westlichen Ufer der Moldau.
Ortsteile der Gemeinde Nelahozeves sind die Orte Podhořany (Podhorschan), Hleďsebe 1.díl (Hledseb 1. Anteil), Hleďsebe 2.díl (Hledseb 2. Anteil) und Lešany (Leschan).

## Geschichte
Nelahozeves wurde erstmals im Jahre 1352 urkundlich erwähnt. Die erste Besiedlung erfolgte bereits in der Steinzeit. Den Namen bekam der Ort  vermutlich vom Gründer „Nelahoda“, andere Quellen deuten den Namen als „das nicht gefundene Dorf“.
Das Dorf mit einer Veste gehörte ursprünglich einem böhmischen Fürsten und später dem Prager Domkapitel. In der Zeit der Hussiten ging es wieder in die Hände der böhmischen Herrscher über. 1469 übergab König Georg von Podiebrad den Ort an seinen Berater Řehoř z Heimburka, der kurze Zeit später wieder enteignet wurde. Es folgte ein rascher Wechsel zwischen kirchlichen und weltlichen Eigentümern der Grundherrschaft, der oft mit Auseinandersetzungen verbunden war. 1544 bis 1558 erhielt die Ländereien der königliche Berater Florian Griespek von Griespach (1509–1589), ein Günstling des Kaisers Ferdinand I. Er und sein Sohn Blasius bauten im Laufe der Zeit ein Renaissanceschloss auf. Nach dem Tod des Blasius Griespek von Griespach war das Adelsgeschlecht derart verschuldet, dass es Nelahozeves an Polyxena von Lobkowicz verkaufen musste. Die Raudnitzer Linie der Lobkowicz hielt das Dorf weitere Jahrhunderte.
Im Dreißigjährigen Krieg wurde das Dorf mehrmals von den Schweden geplündert. Viele Einwohner waren seit der Reformation protestantisch und wurden während der Rekatholisierung in Böhmen entweder verjagt oder wieder zum katholischen Bekenntnis gezwungen. 1680 nahmen die Bewohner an den Bauernaufständen teil, die später blutig niedergeschlagen wurden. In der zweiten Hälfte des 17. Jahrhunderts erfolgte der zielstrebige Wiederaufbau. Im 18. Jahrhundert nahmen die Bewohner an Aufständen gegen die Erbuntertänigkeit teil.
1866, nach dem Deutschen Krieg, wurde das hiesige Schloss in ein großes Lazarett verwandelt. In den folgenden Jahren hielt die Industrialisierung Einzug. Gegründet wurde eine Fabrik zur Herstellung von Büromaterial, eine weitere fertigte Weihnachtsschmuck an. 1923 siedelte sich eine Fabrik zur Herstellung von Fetten und Seifen an.
Oberhalb des Moldautales bei Podhořany und Uhy befindet sich das Zentrale Erdöllager Tschechiens, des Weiteren endet die Ingolstadt–Kralupy–Litvínov Pipeline hier.

## Sehenswürdigkeiten

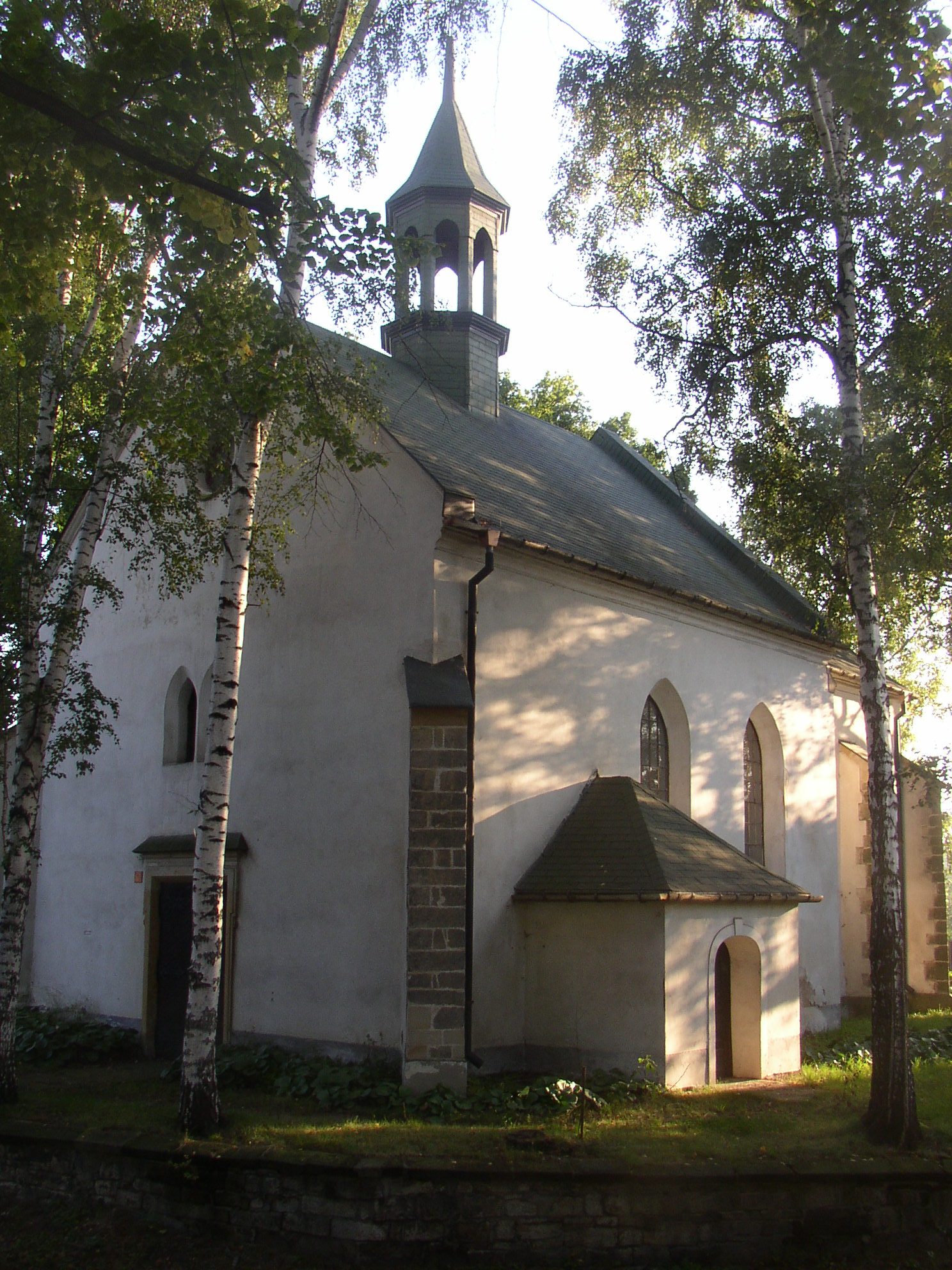
Kirche des Hl. Andreas

- Schloss Nelahozeves: Das sich hoch über der Moldau erhebende Schloss wurde ab 1553 von Florian Griespek von Griespach und dessen Sohn Blasius Griespek von Griespach erbaut. 1623 gelangte das Anwesen an die Herren von Lobkowitz, in deren Besitz es sich bis 1950 und seit 1993 erneut befindet. Schloss Nelahozeves zählt zu den am besten erhaltenen Renaissance-Schlössern in Tschechien. Die reichhaltige Innenausstattung umfasst u. a. eine Gemälde- und Porträtgalerie mit Werken von Bernardo Bellotto, Peter Paul Rubens, Lucas Cranach dem Älteren und Paolo Veronese. Zur Innenausstattung gehören zudem wertvolle Möbel, mittelalterliche Reliquienschreine, eine Keramiksammlung, alte Musikinstrumente, silbernes Geschirr sowie Handschriften von Ludwig van Beethoven und Wolfgang Amadeus Mozart.
- Dvořáková stezka (Wanderweg)
- Geburtshaus des Komponisten Antonín Dvořák
- Kirche des Hl. Andreas aus dem 14. Jahrhundert

## Veranstaltungen

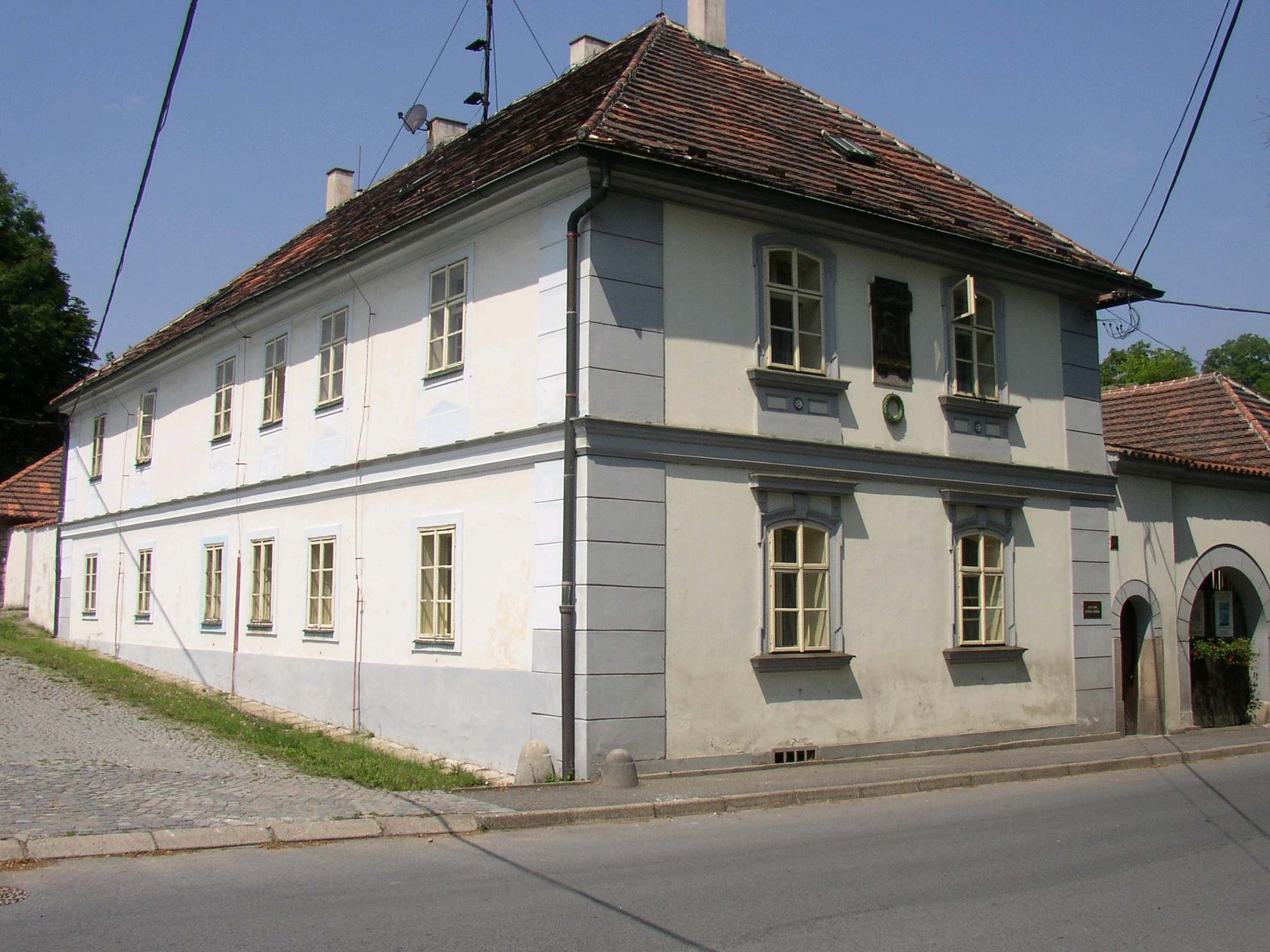
Das Geburtshaus von Antonín Dvořák

- Festival „Dvořáks musikalisches Nelahozeves“: In Nelahozeves findet seit 1993 ein Musikfestival statt. Zwischen März und Oktober werden bis zu zwanzig Konzerte veranstaltet. Gespielt wird dabei eine breite musikalische Palette von der Klassischen Musik bis zum Jazz.

## Söhne und Töchter der Gemeinde
- Pavel Bucha (* 1998), Fußballspieler
- Antonín Dvořák (1841–1904), Komponist